# Rynek Trybunalski w Piotrkowie Trybunalskim
Rynek Trybunalski – główny rynek Starego Miasta w Piotrkowie Trybunalskim.

## Opis
Rynek Trybunalski położony jest w centrum Piotrkowa, około 900 m od dworca PKP i PKS. Rynek jest centralnym punktem dobrze zachowanego średniowiecznego układu urbanistycznego Starego Miasta w Piotrkowie.
Z każdego narożnika Rynku odchodzą ulice:
- z północno-zachodniego – ul. Sieradzka i ul. Rwańska
- z północno-wschodniego – Plac Stefana Czarneckiego (do pocz. XIX w. ulice Krótka i Żydowska[3])
- z południowo-wschodniego – ul. Grodzka i ul. Stanisława Konarskiego
- z południowo-zachodniego – ul. Łazienna Mokra i ul. Szewska

Współcześnie rynek nosi nazwę Rynek Trybunalski, natomiast w przeszłości określany był różnymi nazwami, m.in. Stary Rynek, Plac Trybunalski.

## Historia
Rynek został wytyczony w XIV wieku. Jego wymiary szacowane są na około 50 x 65 m, 40 x 60 m, 45 x 65 m, 50 x 63 m (pow. 2 wężysk). Z narożników Rynku pierwotnie wychodziło osiem ulic, z których dwie (ul. Sieradzka i Grodzka) prowadziły do bram w murach miejskich Piotrkowa.
Rynek pełnił rolę placu targowego – znajdowały się na nim kramy i jatki przeznaczone do prowadzenia handlu, z których pobierano opłaty na rzecz pana miasta. Do połowy XIX w. Rynek pełnił też funkcję centrum administracyjnego miasta, którą utracił po rozebraniu ratusza.
Być może w XV wieku na Rynku został wybudowany jednopiętrowy ceglany ratusz, aczkolwiek pewne jest istnienie ratusza dopiero w połowie wieku XVI. W późniejszym czasie ratusz był wielokrotnie przebudowywany, m.in. w 1611 roku dobudowano do niego wieżę. Obok ratusza znajdowała się waga miejska oraz pręgierz. Ratusz był siedzibą władz miejskich do 1863. Po 1867 roku został rozebrany. Przyjmuje się, że w wiekach XVI–XVIII w ratuszu obradował Trybunał Koronny.
Jeszcze w XIX w. kamienice w zachodniej i południowej pierzei miały w przyziemiu głębokie podcienia. W 1839 roku Ignacy Marczewski, piotrkowski budowniczy obwodowy, opracował plan zamurowania podcieni w pierzei zachodniej. Również w 1839 roku rozebrano w południowej pierzei Rynku fasady budynków z podcieniami, co spowodowało zmniejszenie powierzchni kamienic, niewielkie zwiększenie powierzchni Rynku i powstanie nowej linii pierzei południowej.

### Przekazy
Rynek i ulice można by to wszystko zasklepić i dachem przykryć, kamienice szczupłe, zwyczajnie trzy okna mające w facjacie, składają rynek, na którego śrzodku stoi ratusz mały, wszystkie kamienie farbowane po wierzchu i we śrzodku, rzadko która jest bez wielkiej sali i prędzej brakuje pokoju wygodnego sypialnego jak przestronnej izby do jadania […] Szczupły rynek tak ma przybliżone okna kamienic do ratusza, że mówiących patronów słyszeć można we wszystkich prawie kamienicach.

## Architektura

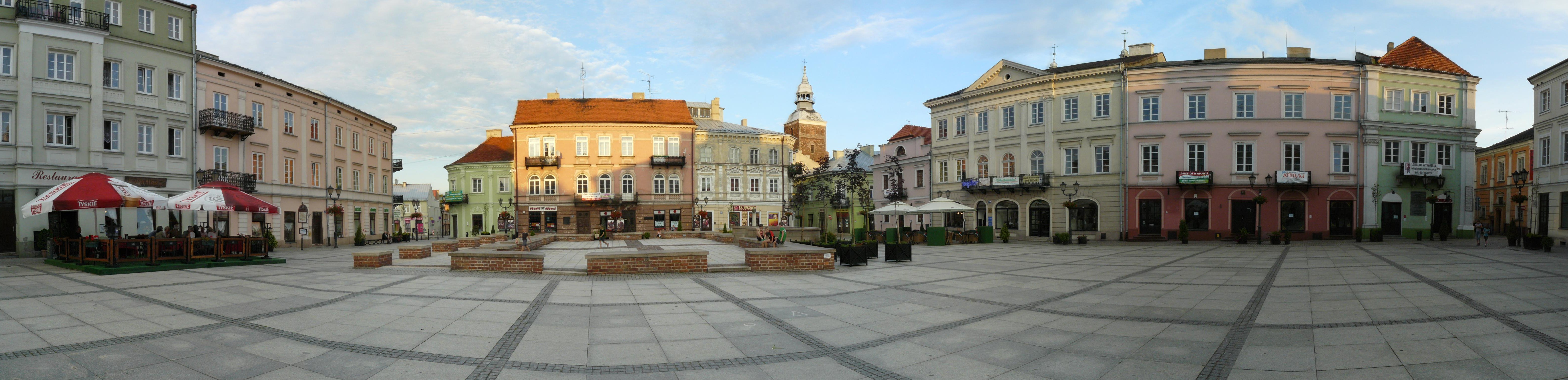
Panorama Rynku – północna, wschodnia i południowa pierzeja (2011)

Zabudowania wokół Rynku pochodzą głównie z XVIII i XIX wieku, jednak budynki stoją często na fundamentach dawniejszych obiektów, w tym średniowiecznych. Kamienice do XIX w. miały wąskie fasady oraz podcienia wsparte na murowanych słupach, za którymi znajdowały się sklepy. W wyniku licznych pożarów i zniszczeń obecnie kamienice mają w większości elewacje klasycystyczne i eklektyczne, aczkolwiek zachowały się także wcześniejsze detale architektoniczne. Fasady charakterystyczne dla Piotrkowa z czasów I Rzeczypospolitej zostały w większości zastąpione architekturą eklektyczną, typową dla ówczesnych miast gubernialnych. Ujednolicenie stylistyczne zabudowań miało m.in. miejsce w trakcie usuwania zniszczeń po pożarze miasta w 1865 roku. 
Na kamienicach umieszczone są liczne tablice poświęcone wydarzeniom historycznym i postaciom związanym z miastem. Na płycie Rynku zaznaczony jest zarys fundamentów ratusza, znajduje się tu także zrekonstruowany pręgierz i tablica upamiętniająca 400-lecie powstania Trybunału Koronnego.

### Zabytki
Rynek wraz z całym Starym Miastem wpisany jest do rejestru zabytków pod numerem 89-IX-35 z 24.07.1948, z 1.02.1962 i z 23.02.2004 jako „dzielnica staromiejska – plac Trybunalski”.
Do rejestru zabytków wpisane są budynki:
- nr 1 – dom, 1. poł. XIX w.
- nr 2 – dom, XVII, XIX w.
- nr 3 (Rwańska 1) – kamienica, 1. poł. XVIII, XX w.
- nr 4 – dom, poł. XIX w.
- nr 5 – dom, XIX w.
- nr 7 – kamienica, 1796, 1855, 1903
- nr 8 (Grodzka 2) – kamienica, (k. XIII), XVIII, 1869
- nr 9 – dom, poł. XIX w.
- nr 10 – dom, 2. poł. XVIII w.
- nr 11 – kamienica, 1770, 1846
- nr 12 (Łazienna Mokra 2) – dom, XVIII w.

Wszystkie powyższe budynki znajdują się także w gminnej ewidencji zabytków miasta Piotrkowa Trybunalskiego.

## Galerie

Widoki historyczne
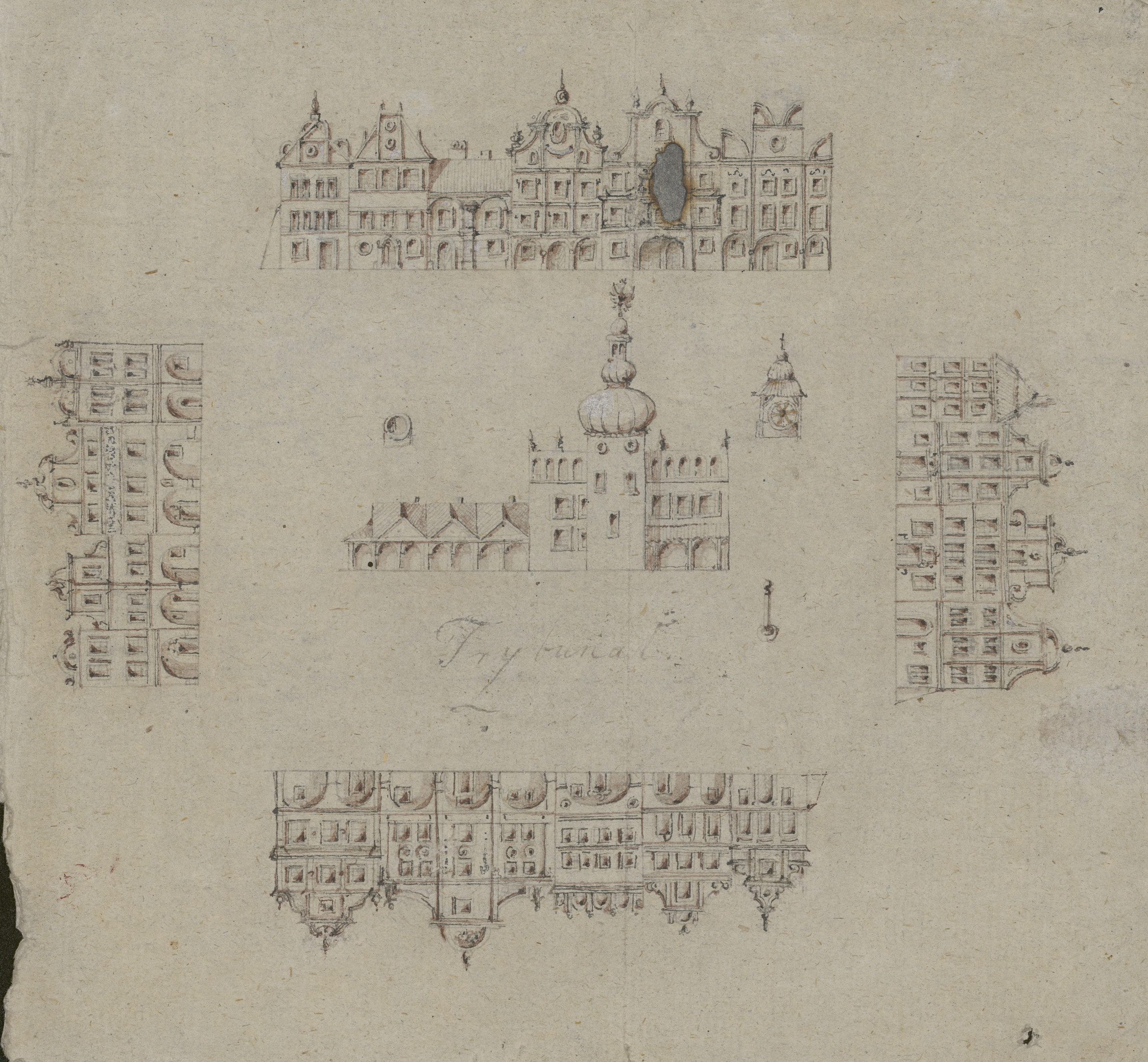
Odrys widoku Rynku sprzed pożaru miasta w 1786 roku
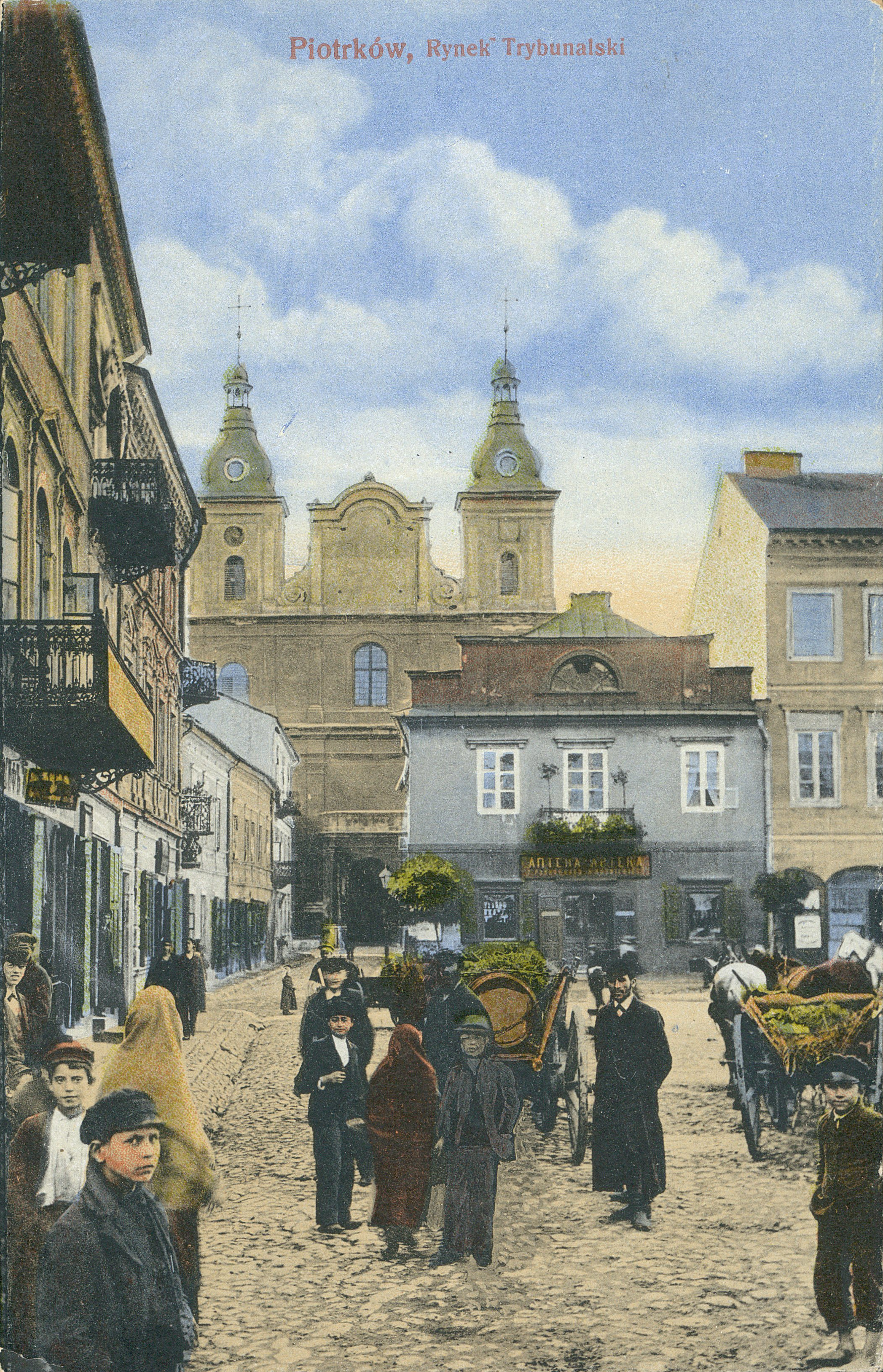
Wschodnia i południowa pierzeja (1910–1915)
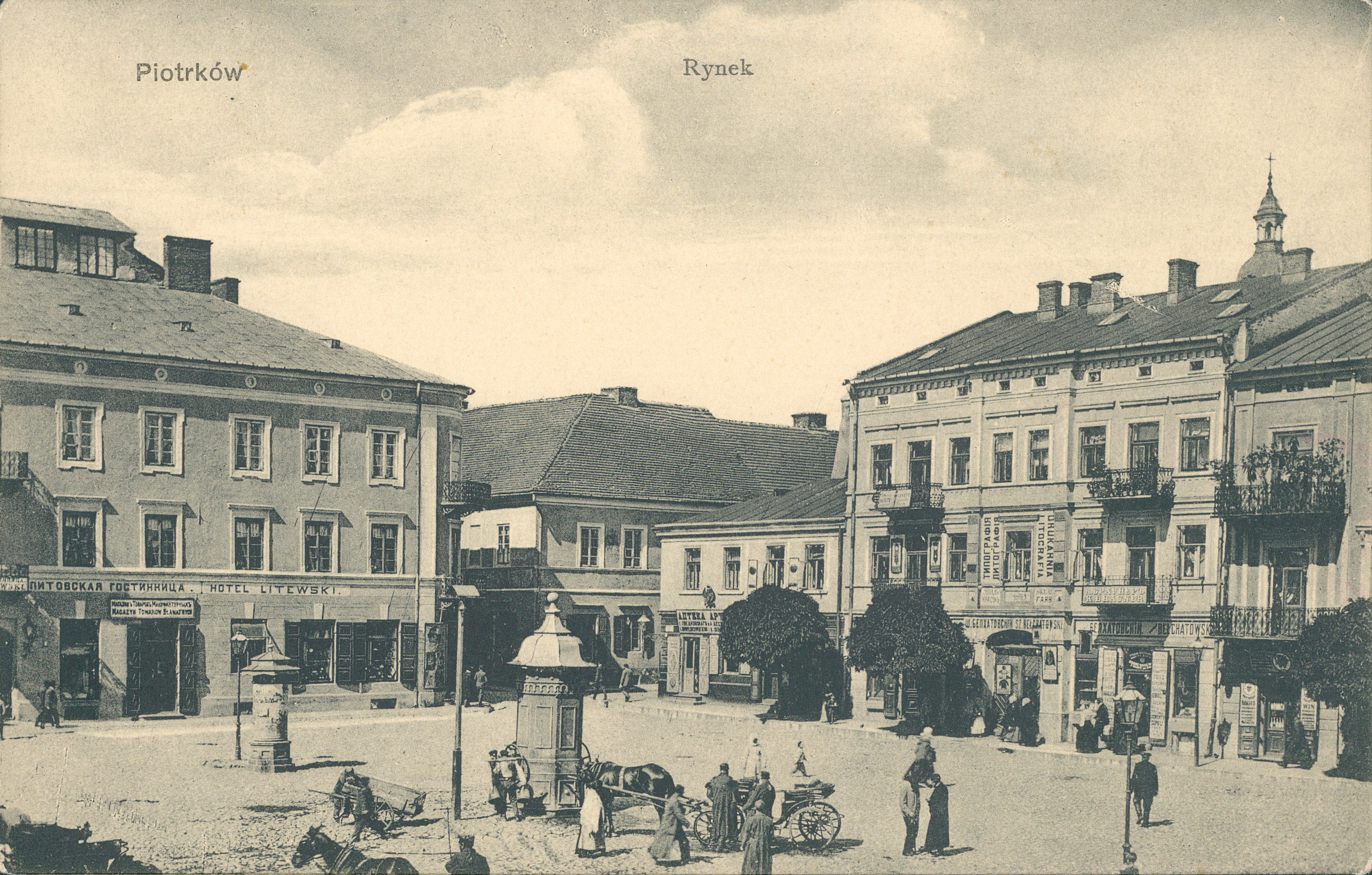
Zachodnia i północna pierzeja (przed 1918)
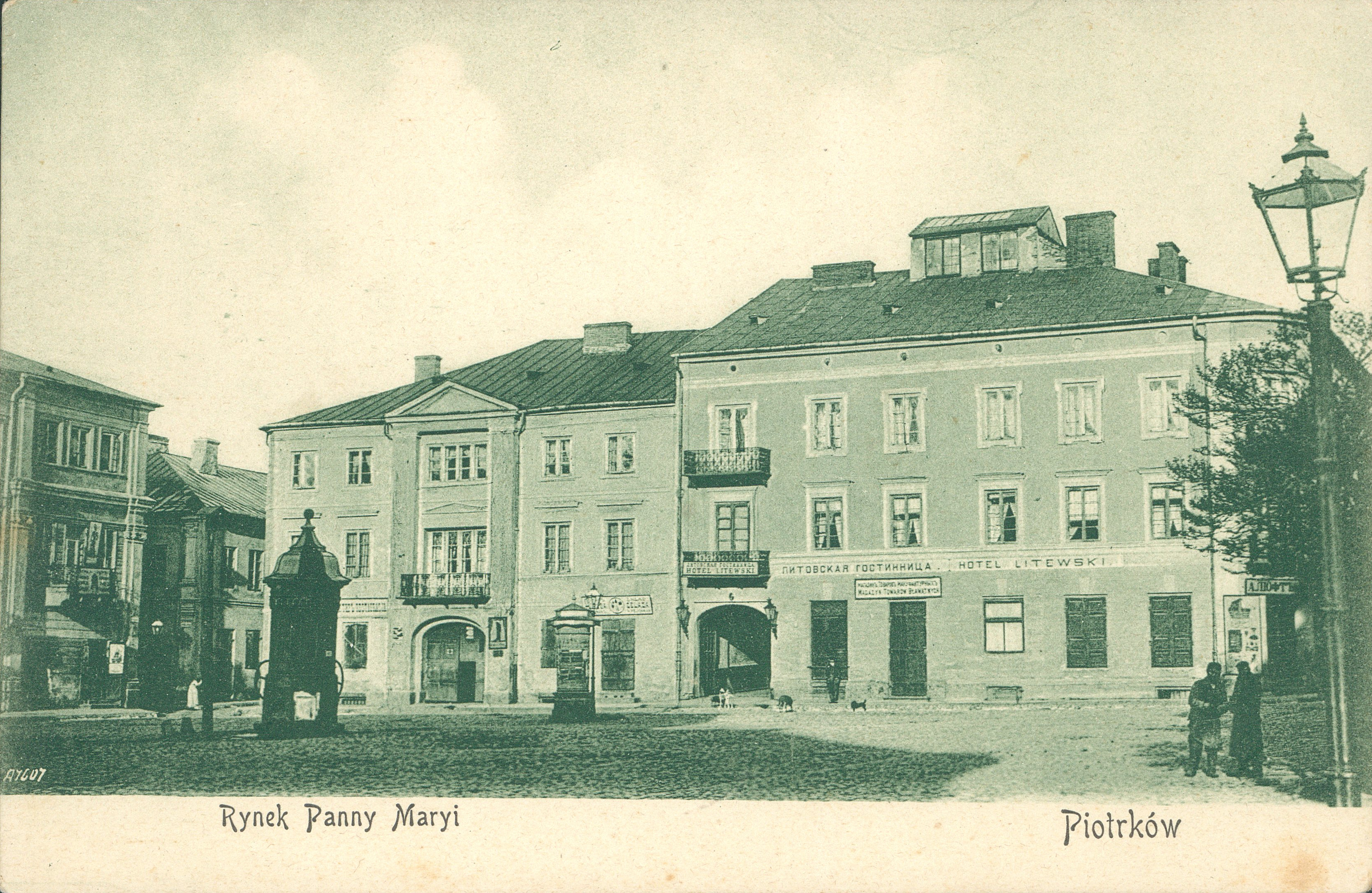
Zachodnia pierzeja (przed 1918)
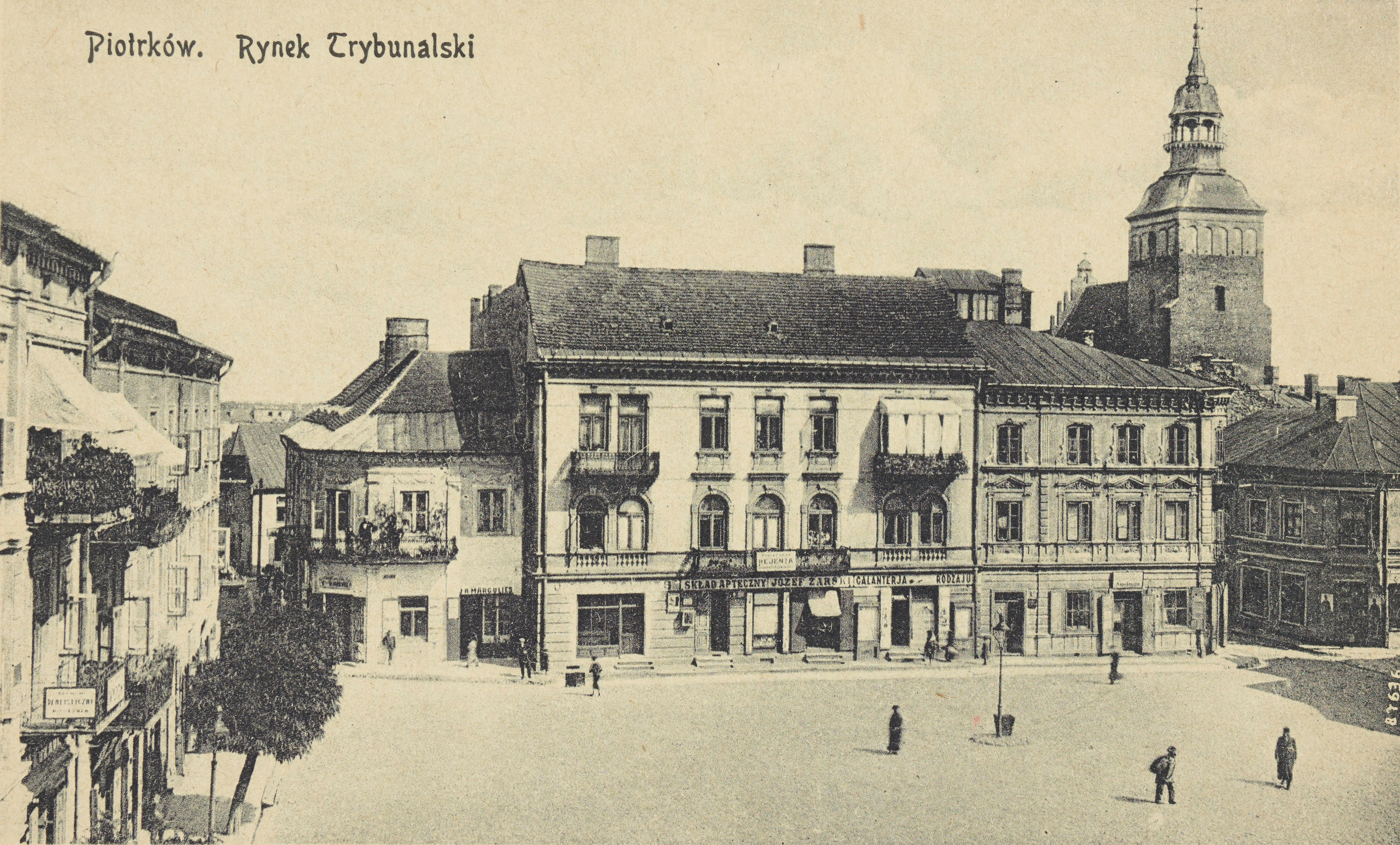
Wschodnia pierzeja (1925)
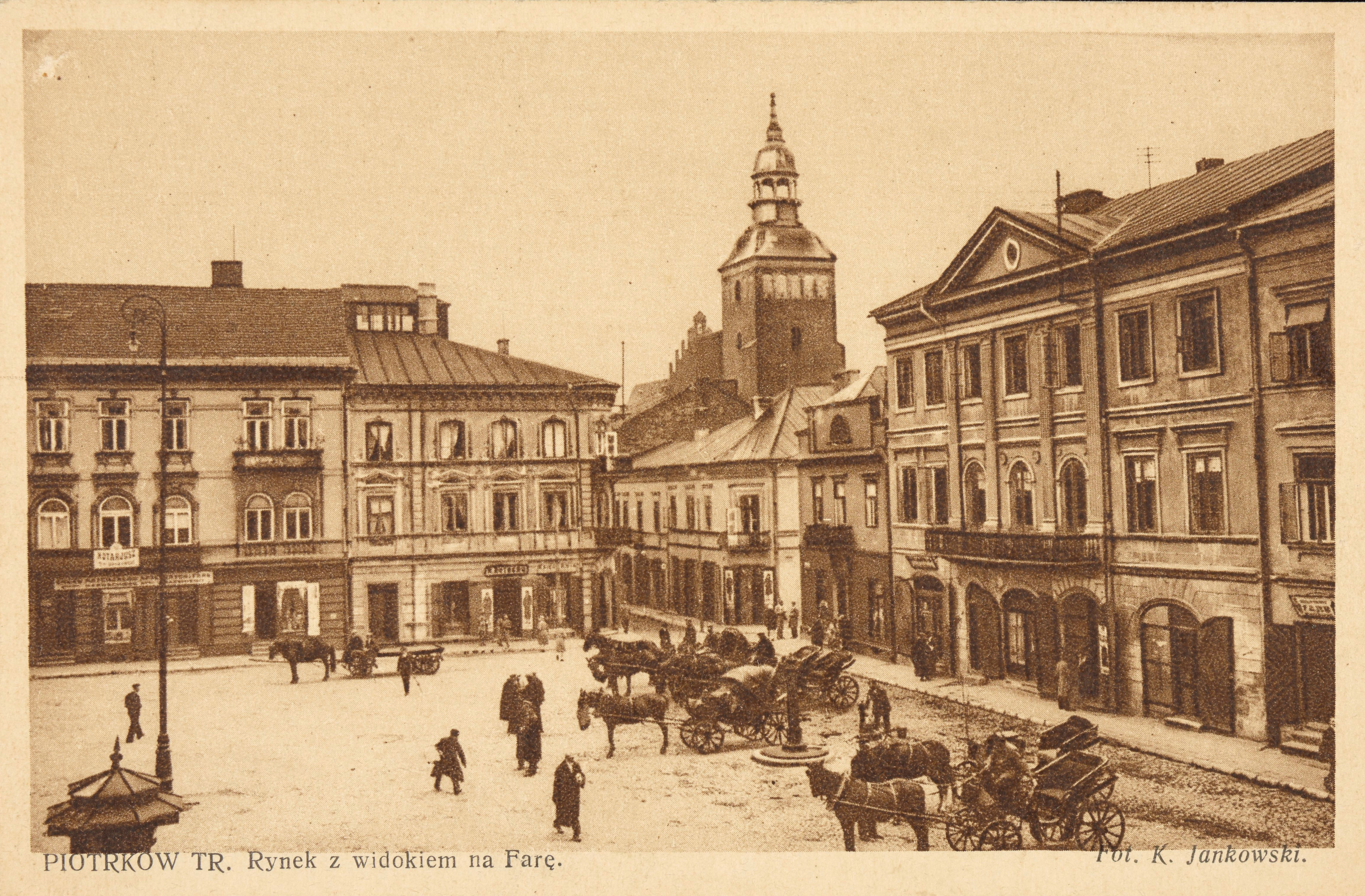
Wschodnia i południowa pierzeja (około 1933)
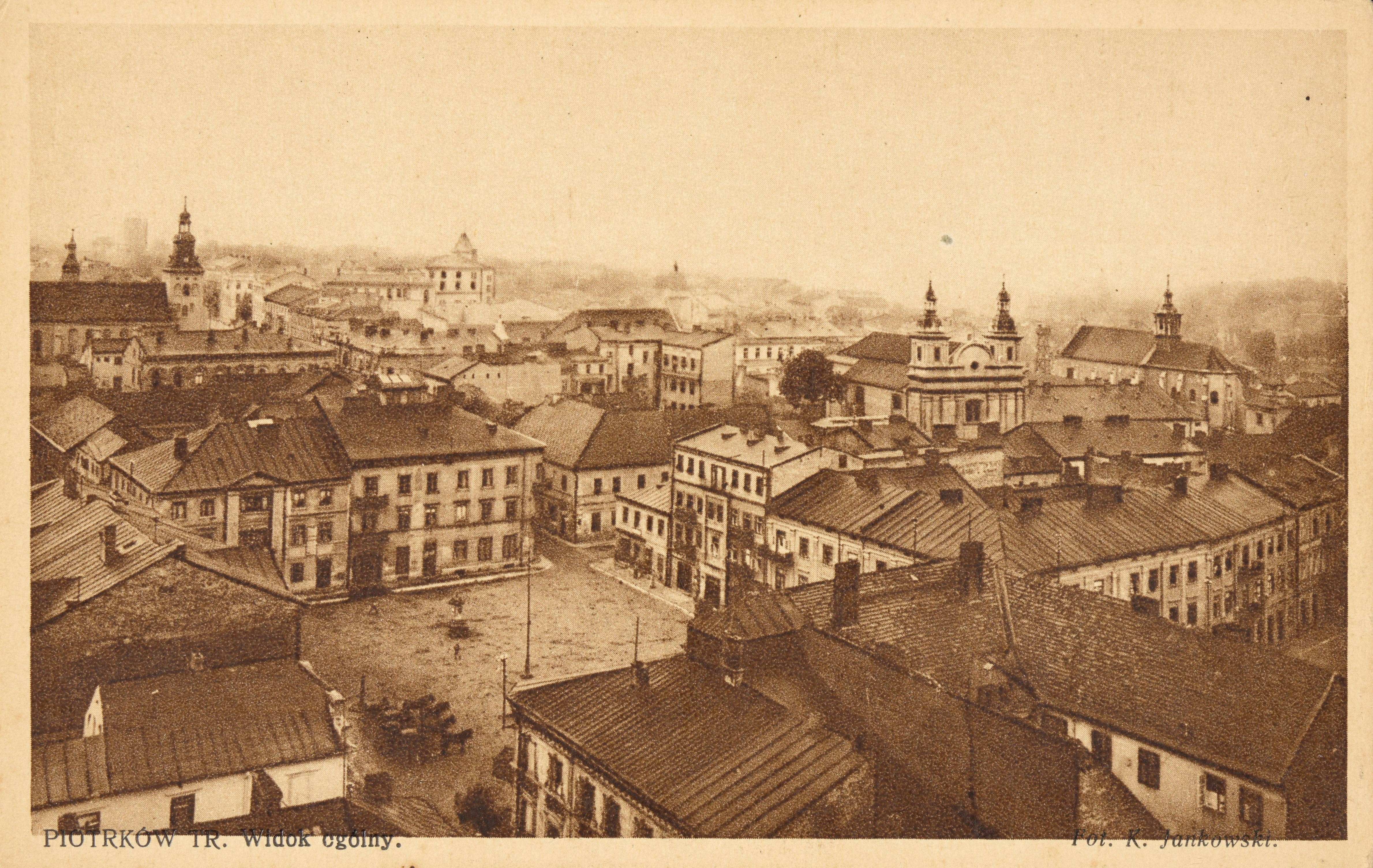
Widok Rynku z wieży kościoła św. Jakuba (około 1933)
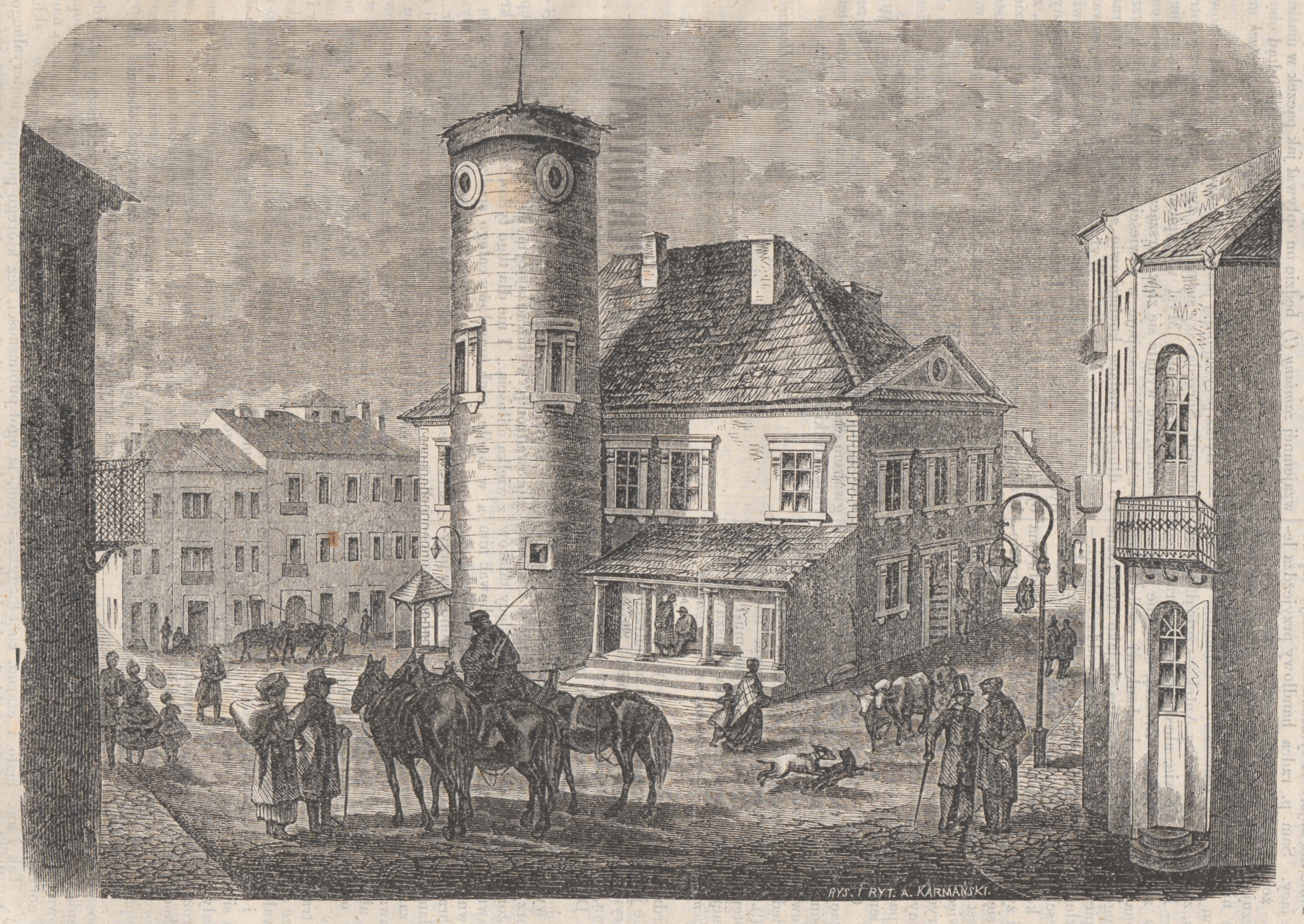
Ratusz przed rozbiórką (XIX w.)

Widoki współczesne
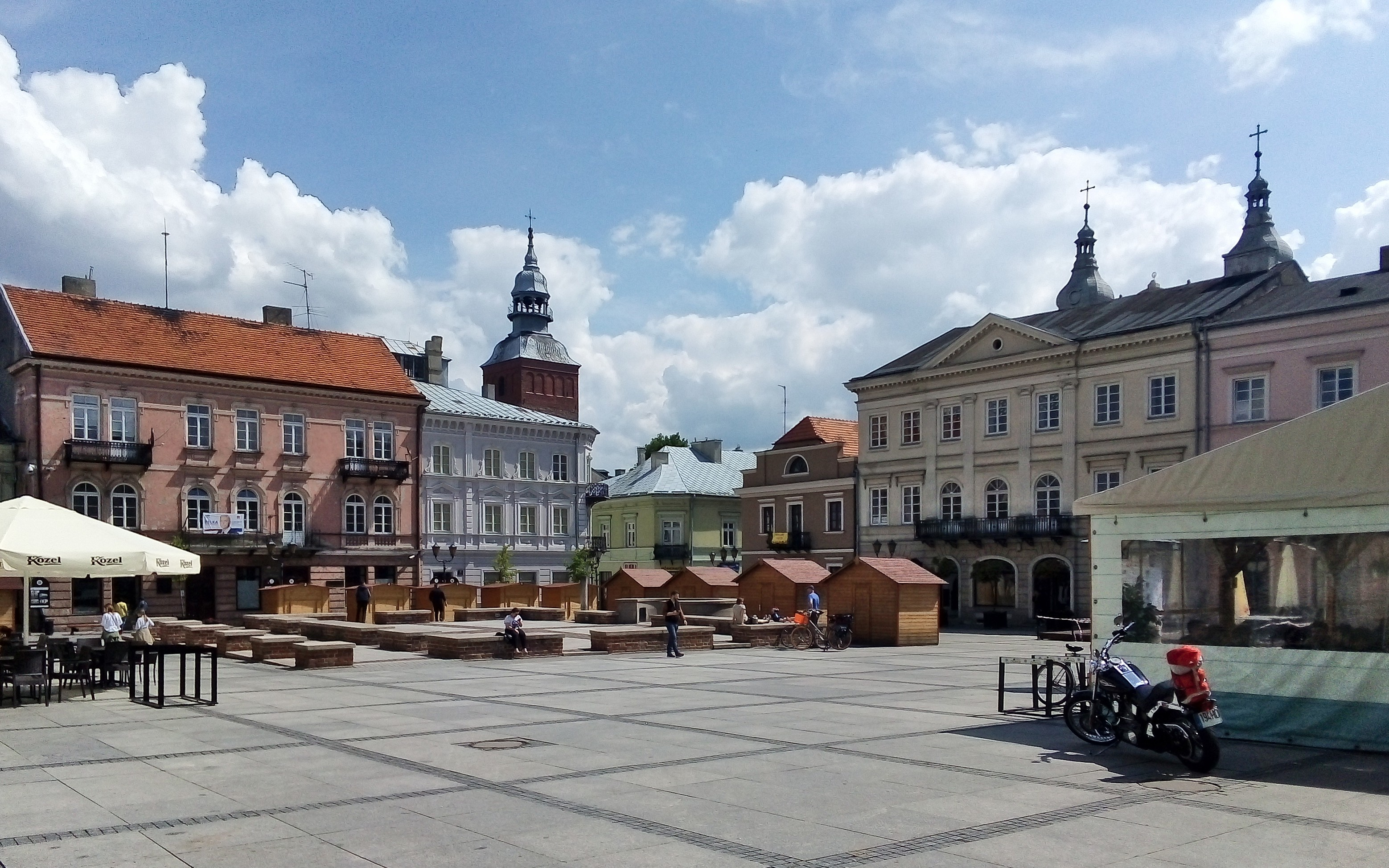
Wschodnia i południowa pierzeja (2019)
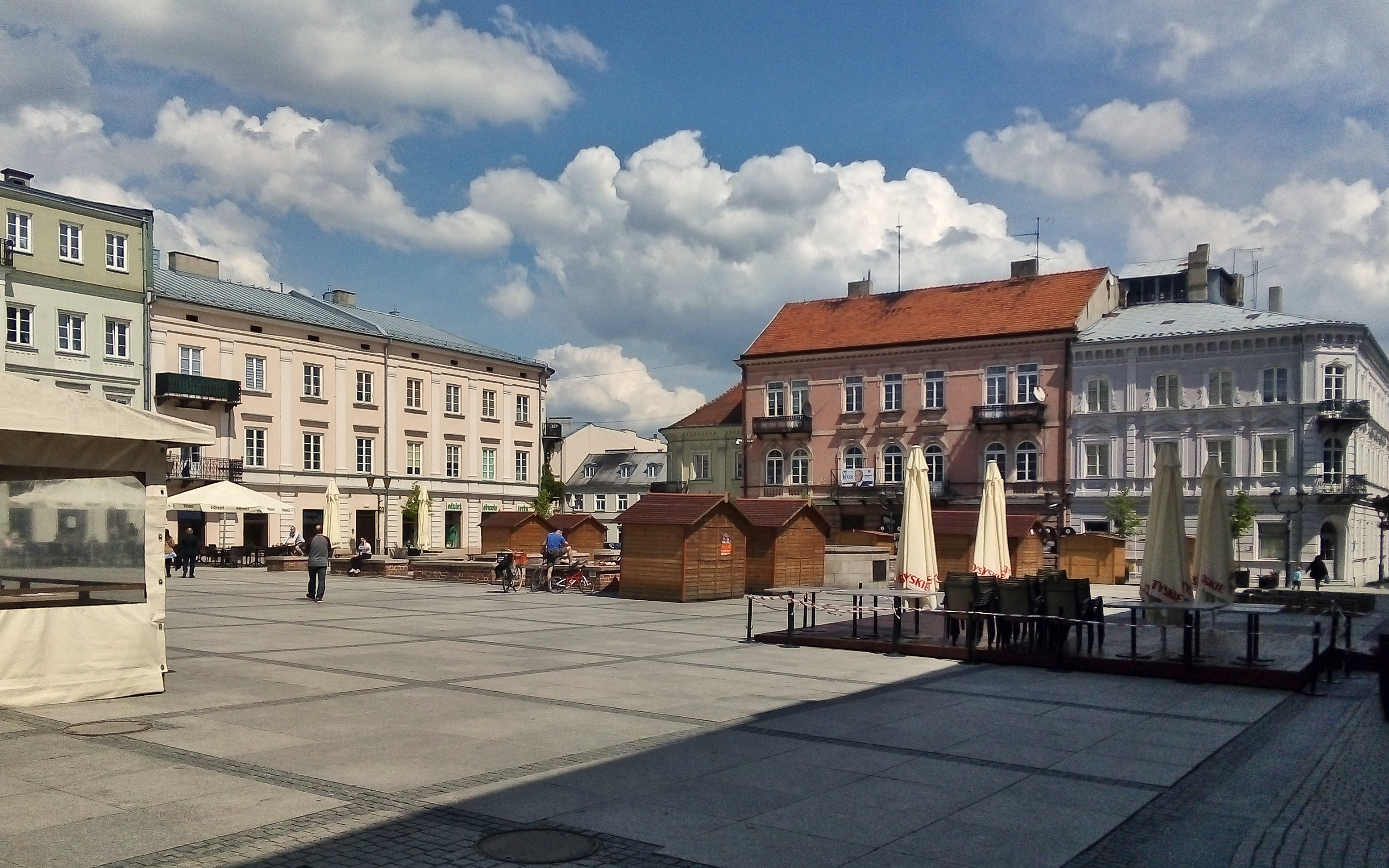
Północna i wschodnia pierzeja (2019)
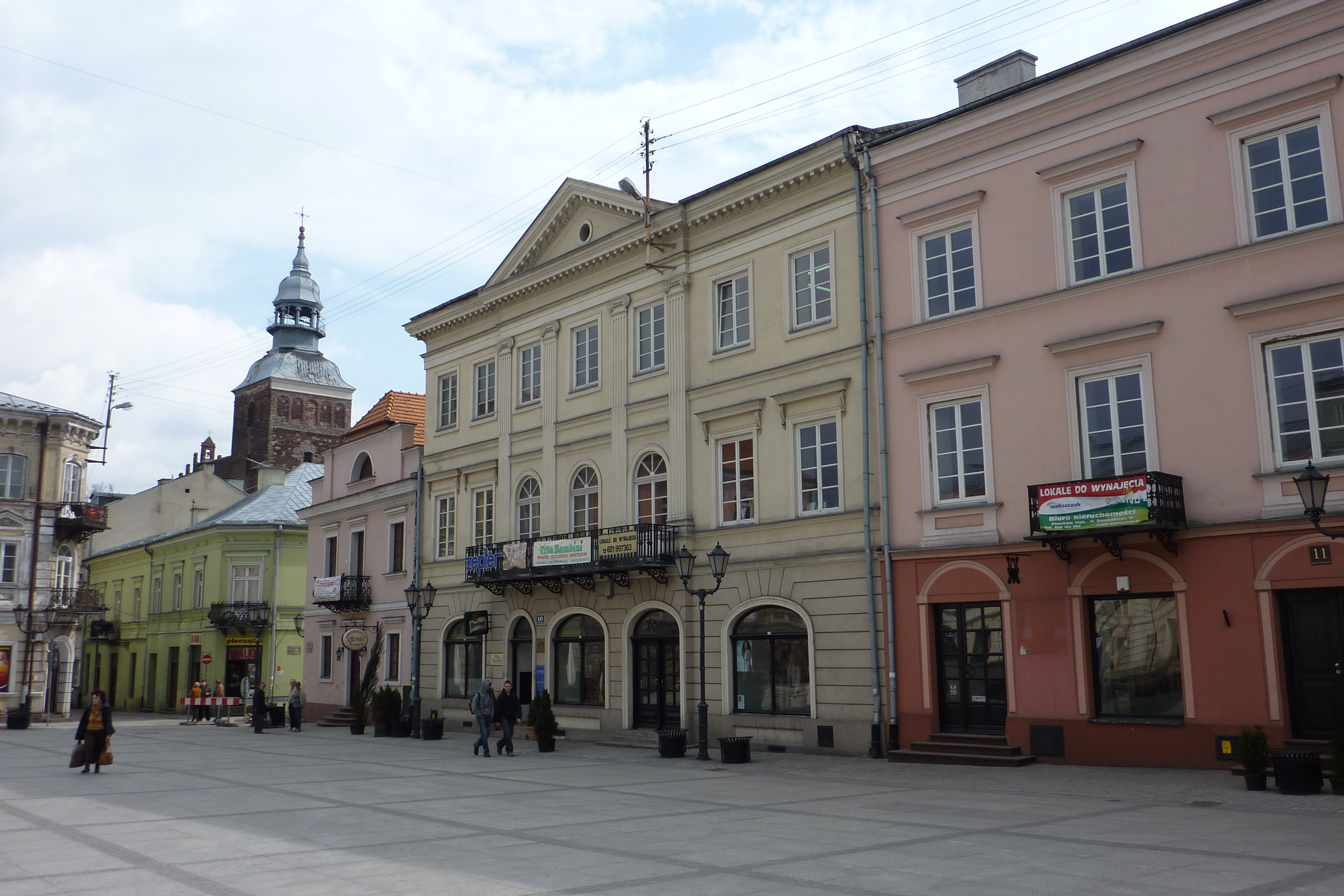
Południowa pierzeja (2011)
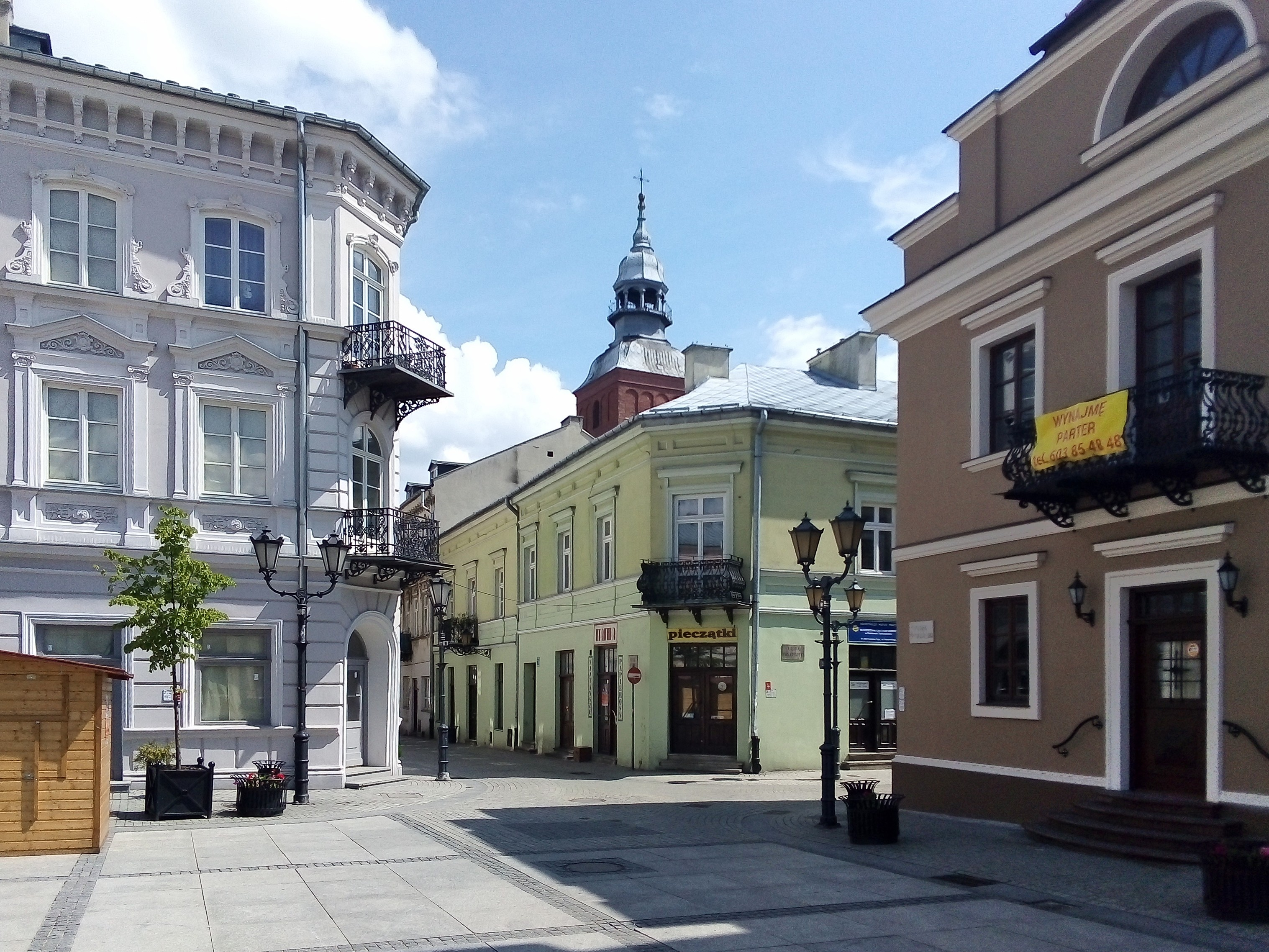
Południowo-wschodni narożnik z ul. Grodzką i Konarskiego (2019)
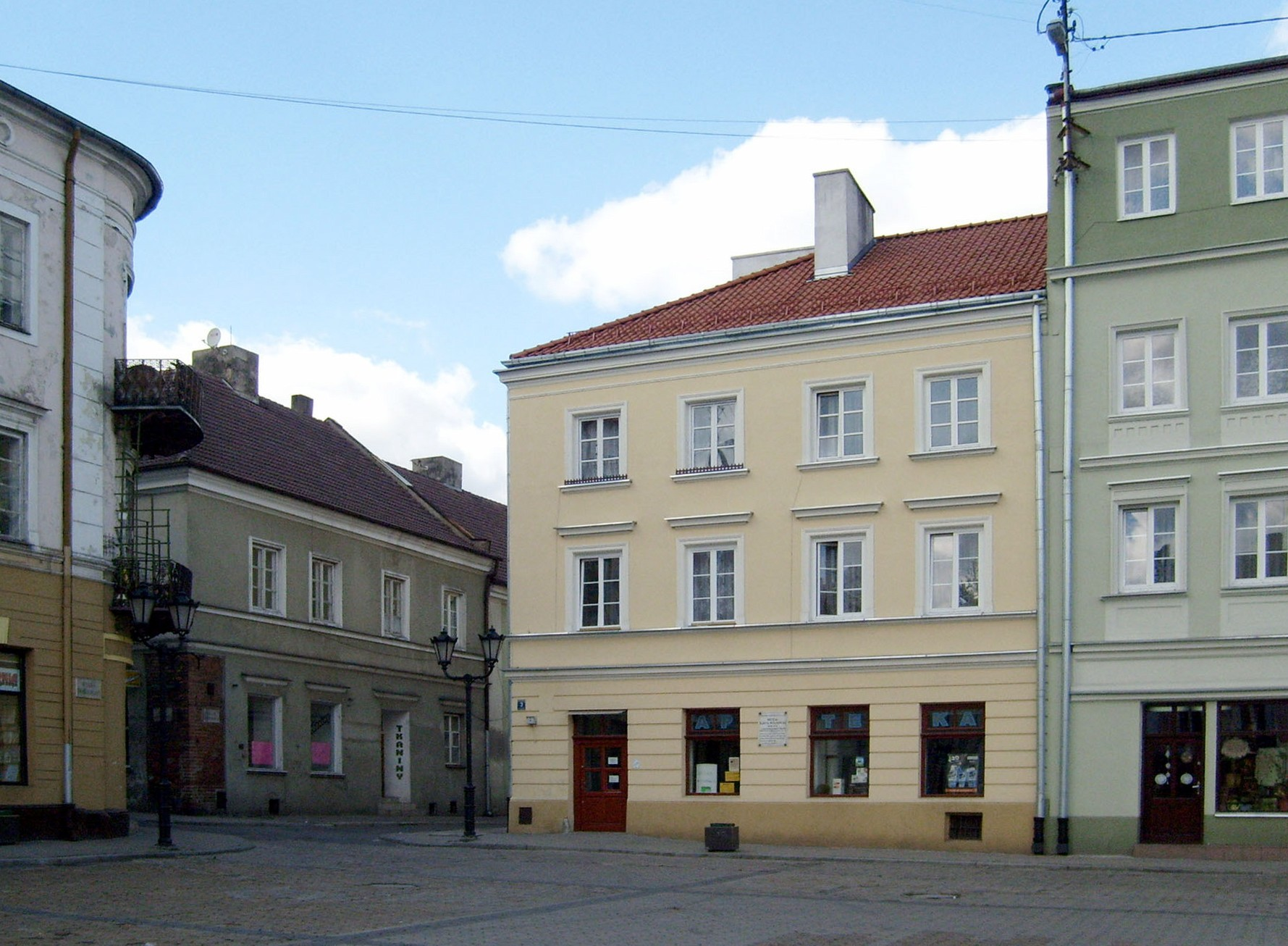
Północno-zachodni narożnik z ul. Sieradzką i Rwańską (2007)
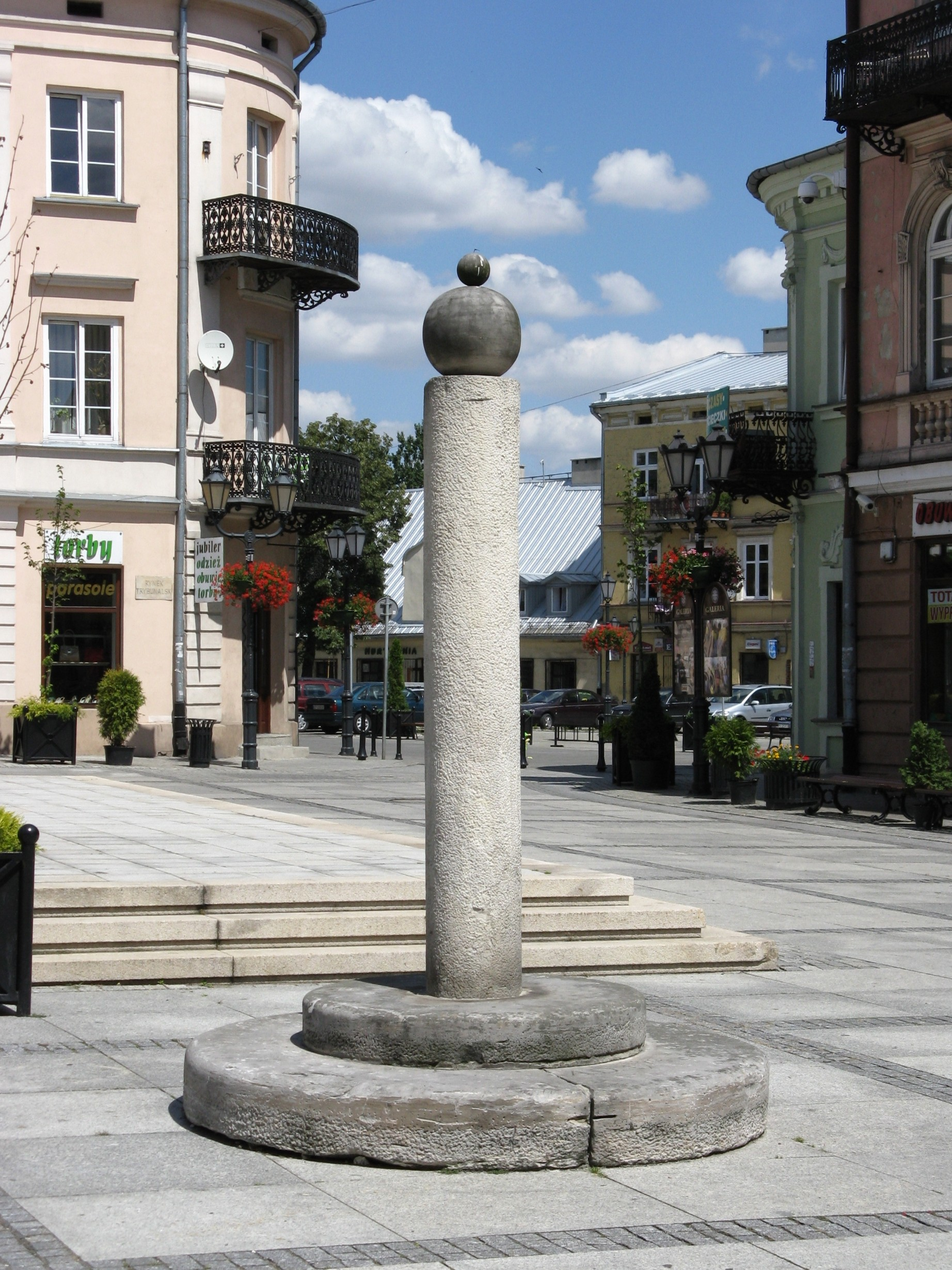
Rekonstrukcja pręgierza (2012)

Kamienice
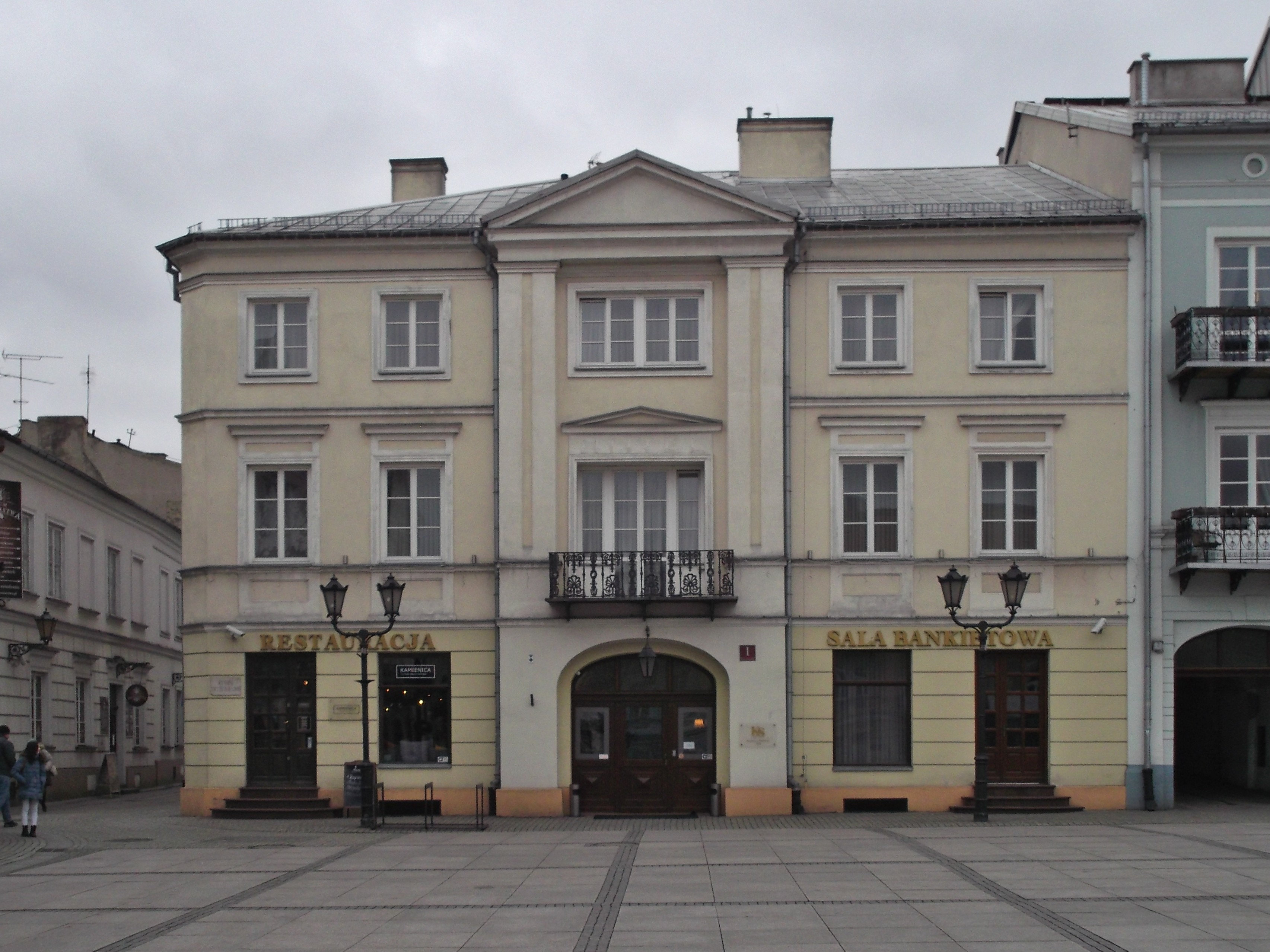
Rynek Trybunalski 1 (Szewska 1)
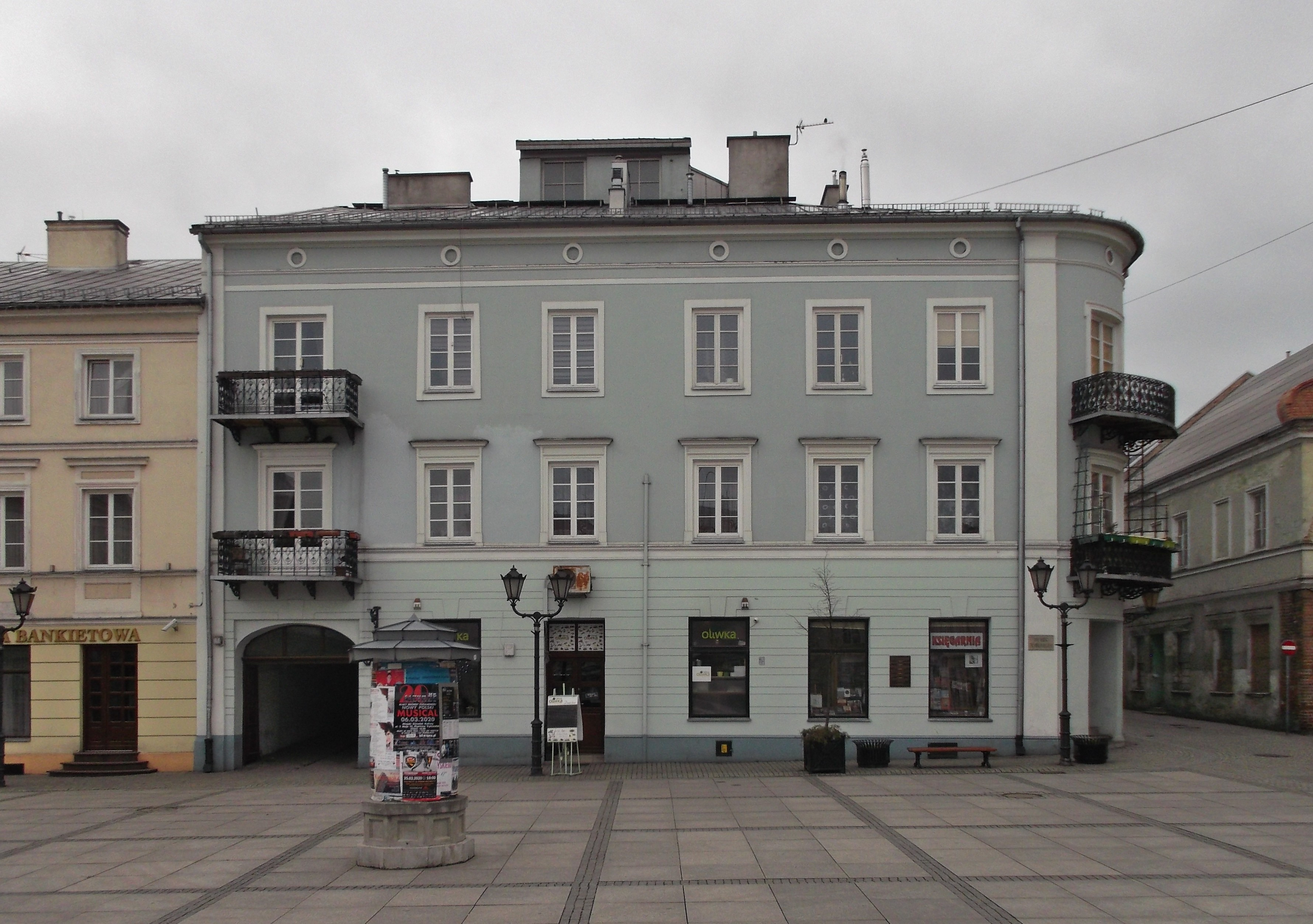
Rynek Trybunalski 2 (Sieradzka 2)
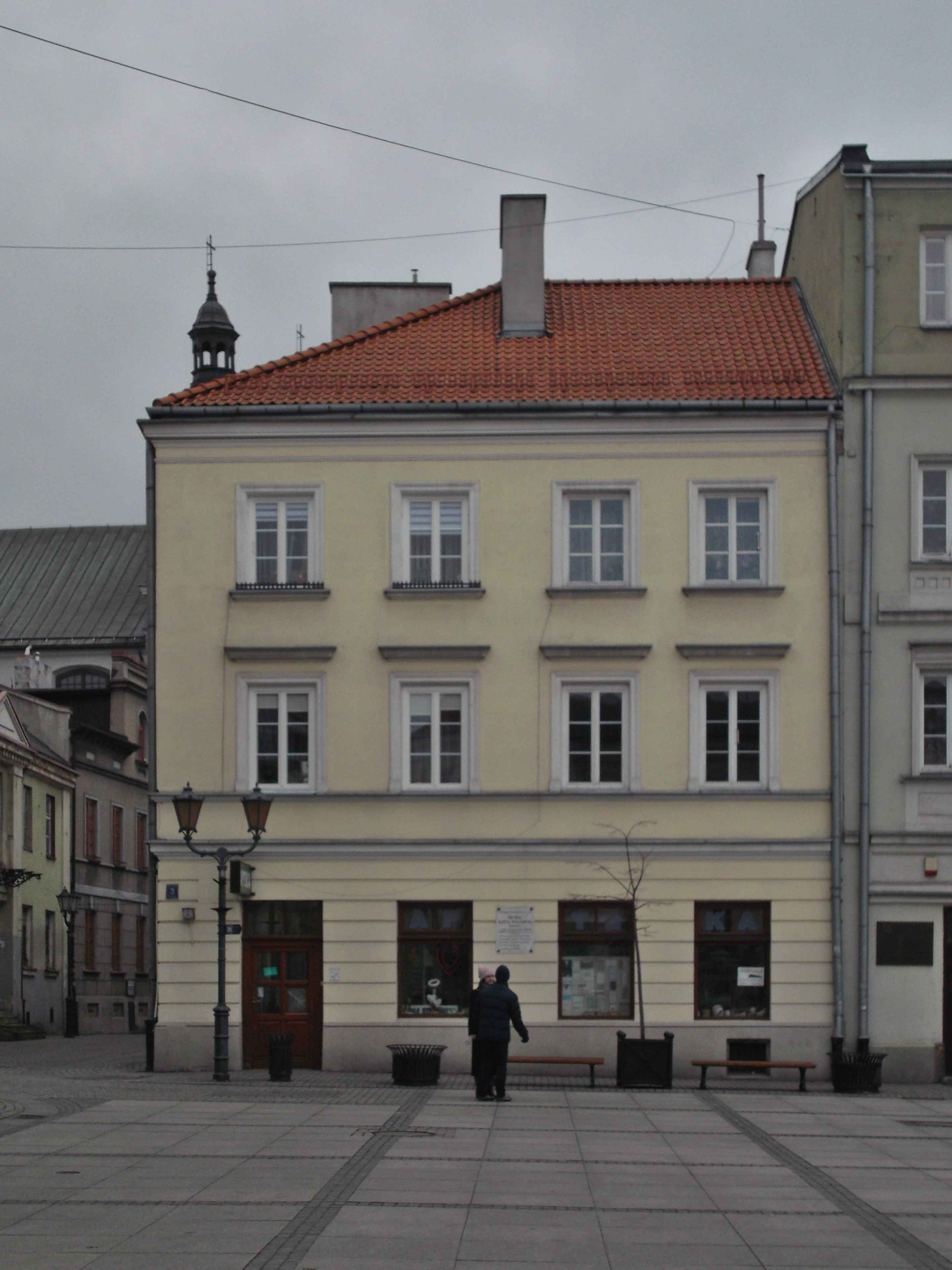
Rynek Trybunalski 3 (Rwańska 1)
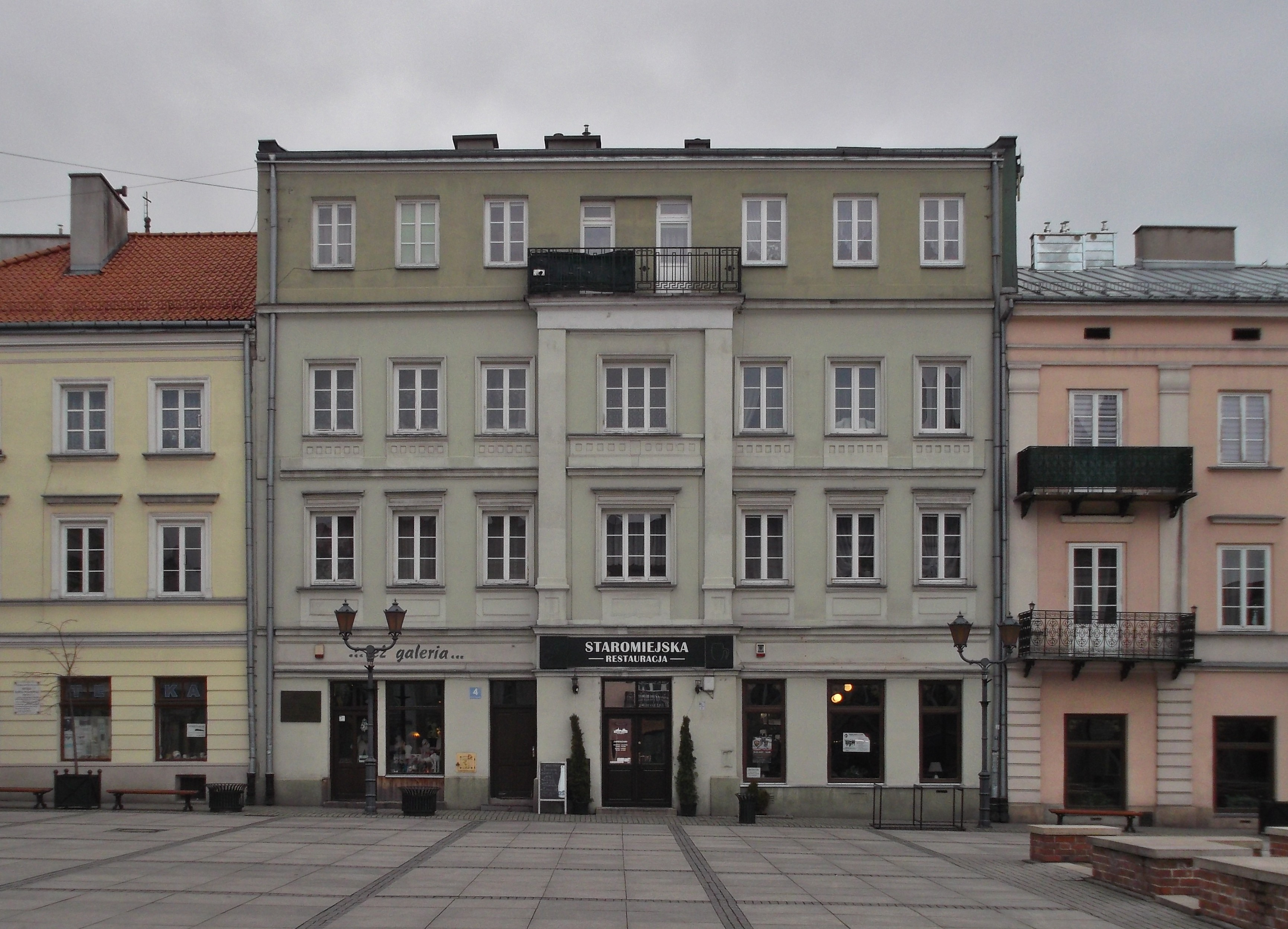
Rynek Trybunalski 4
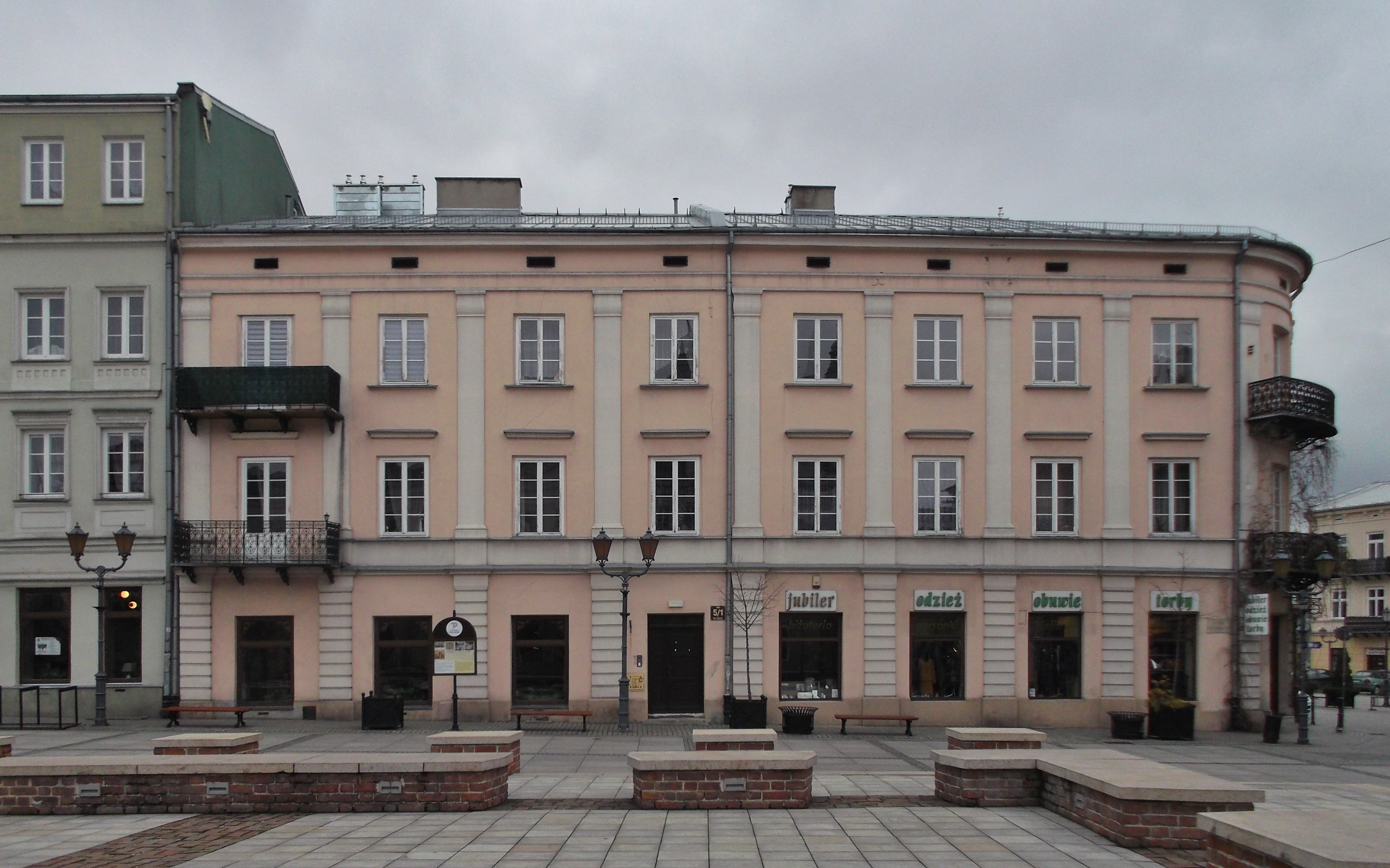
Rynek Trybunalski 5 (Plac Czarnieckiego 1)
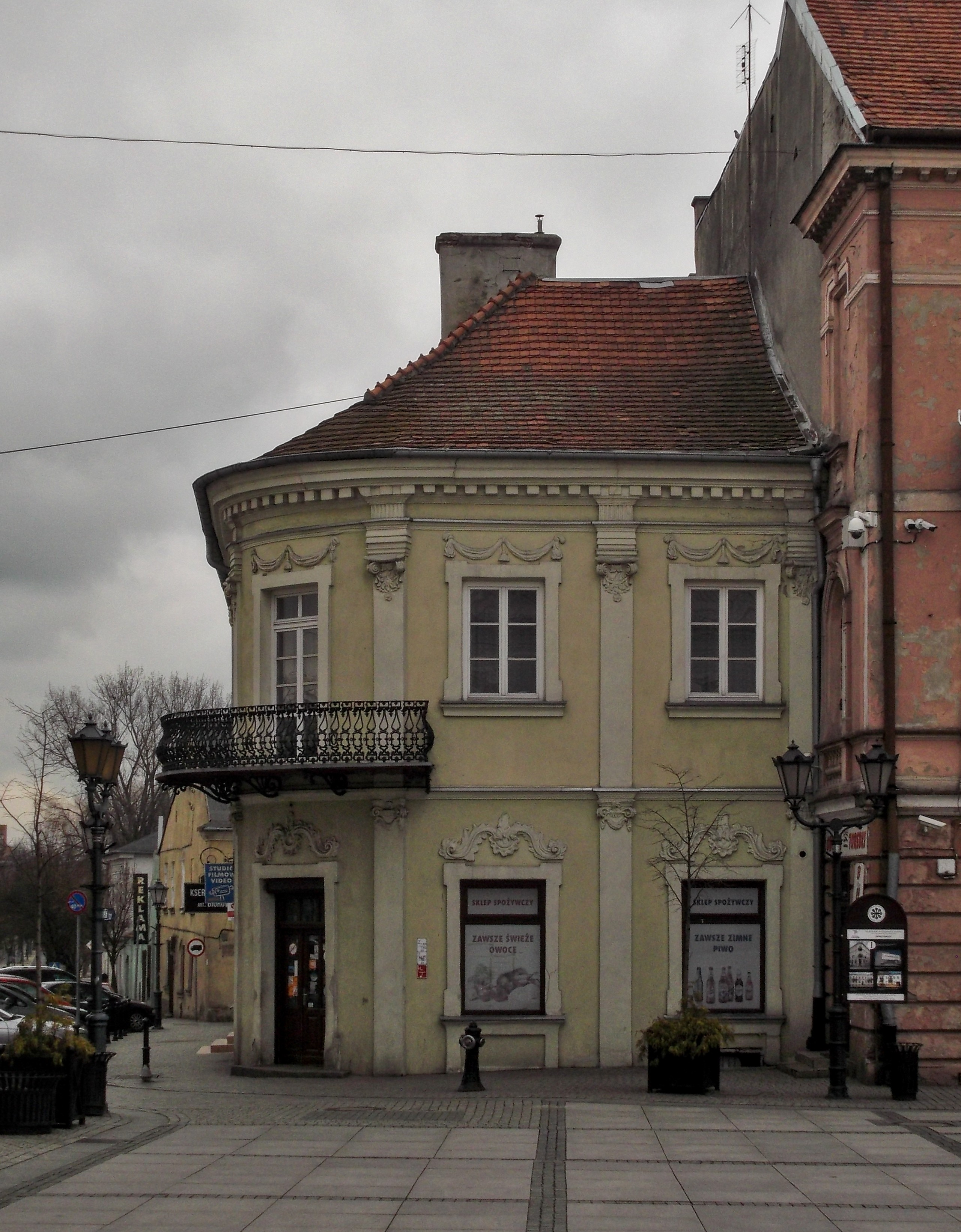
Rynek Trybunalski 6 (Plac Czarnieckiego 10)
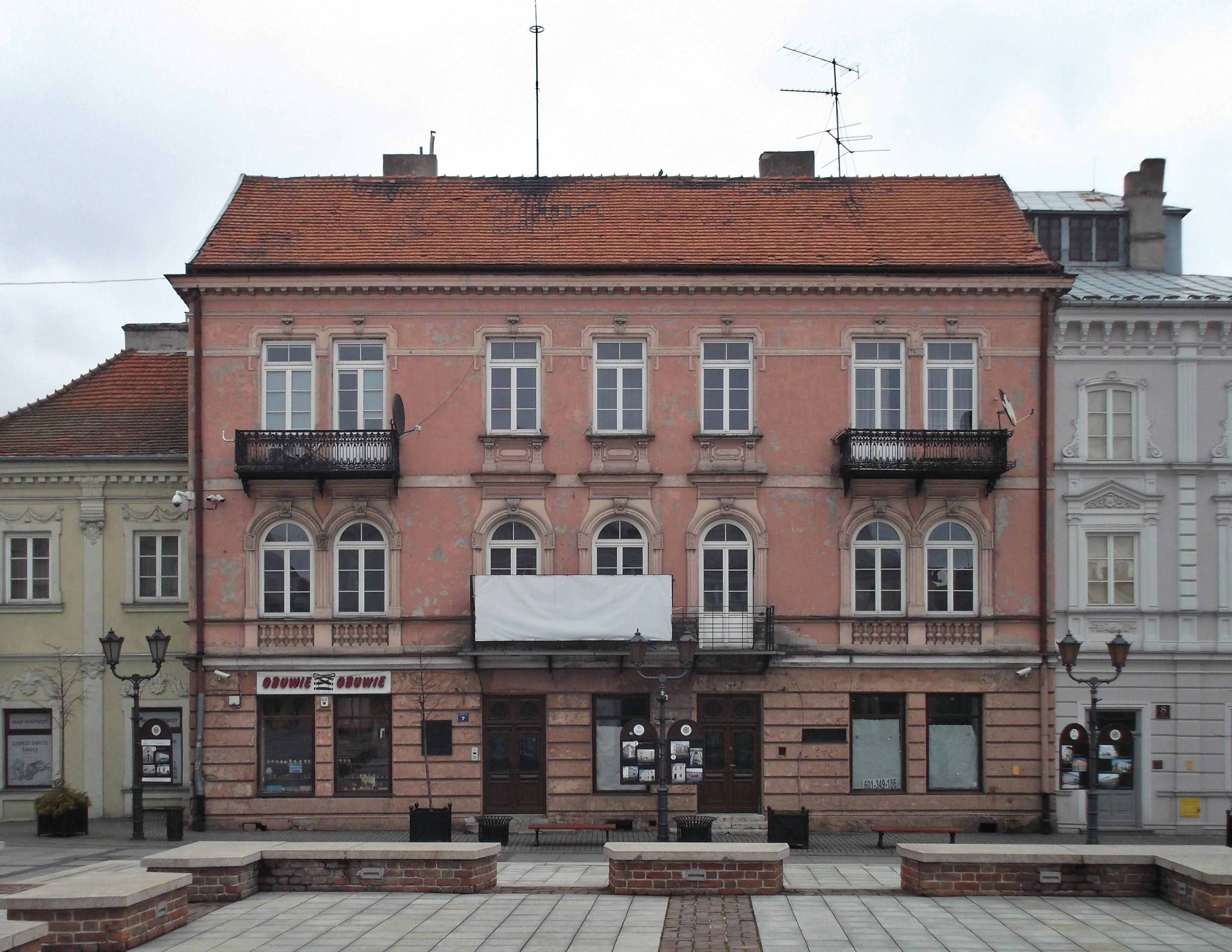
Rynek Trybunalski 7
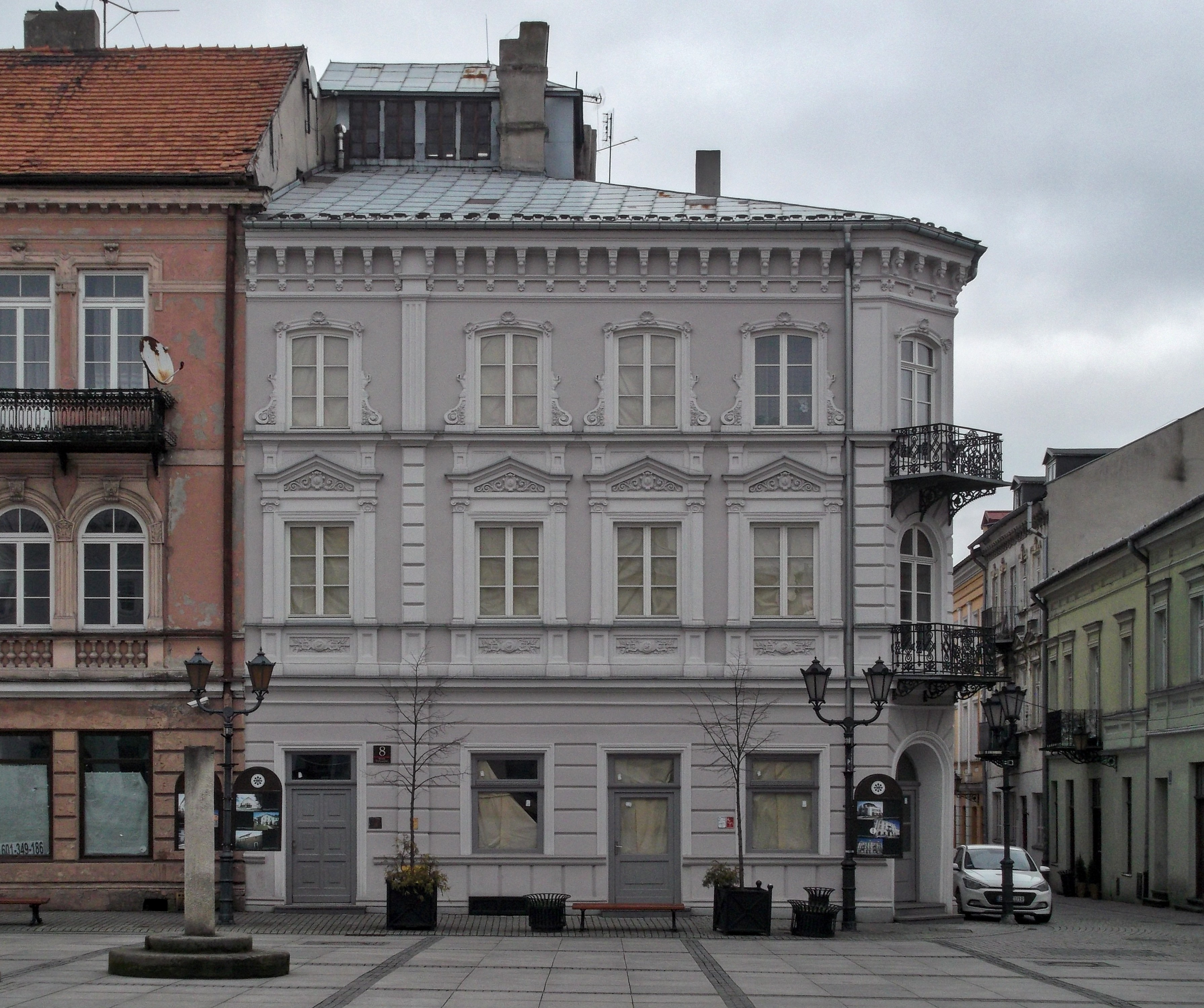
Rynek Trybunalski 8 (Grodzka 2)
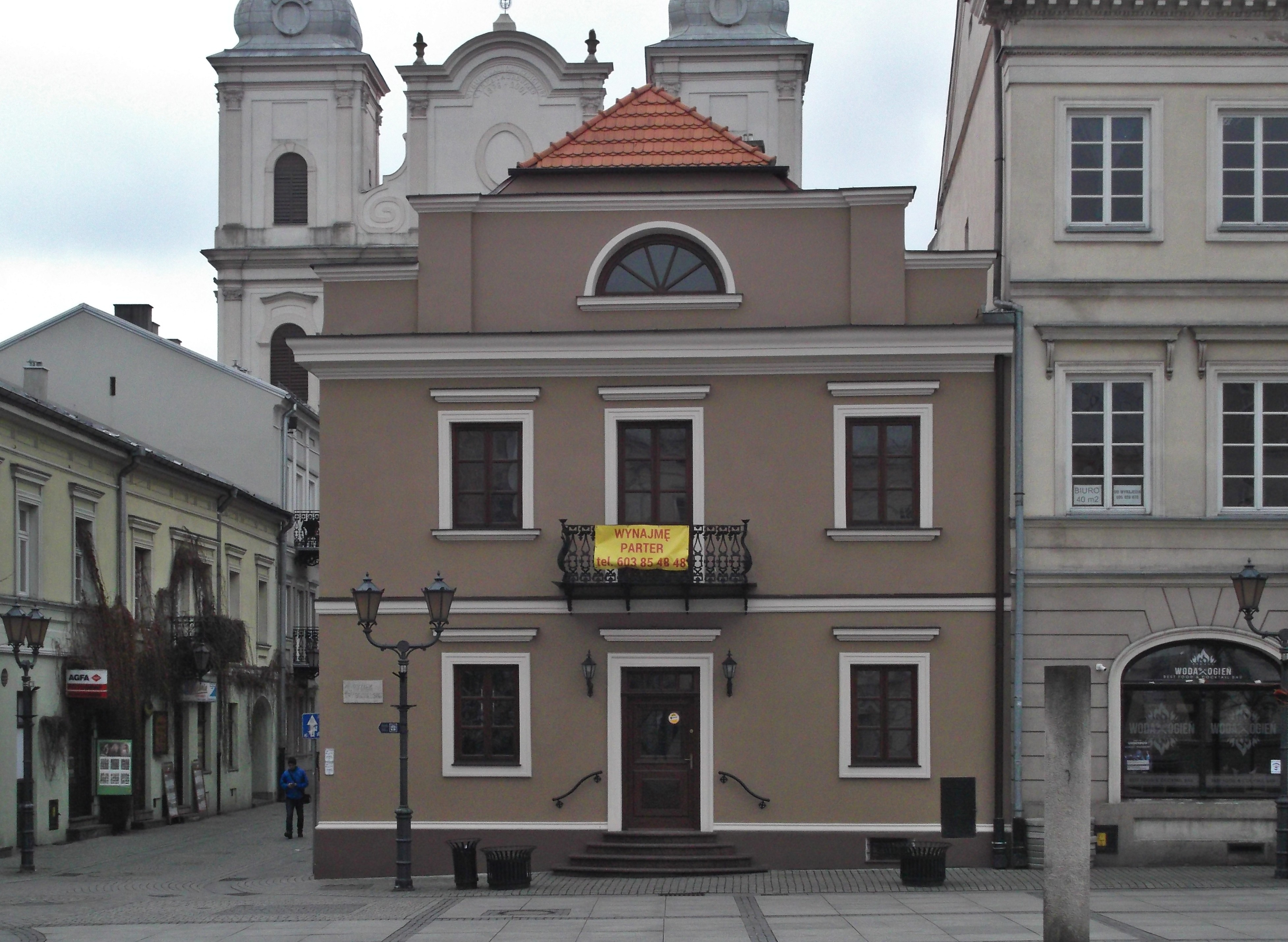
Rynek Trybunalski 9
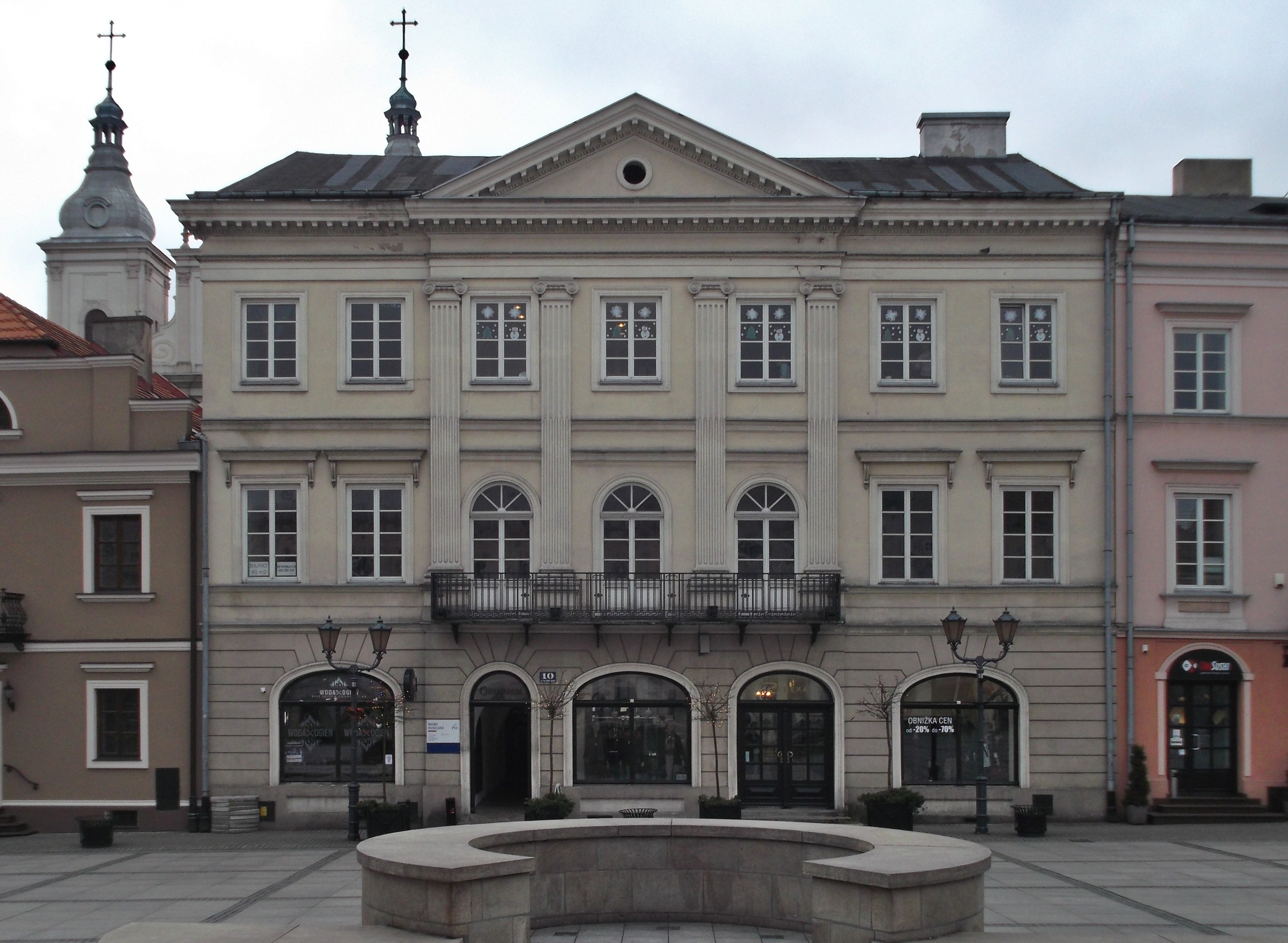
Rynek Trybunalski 10
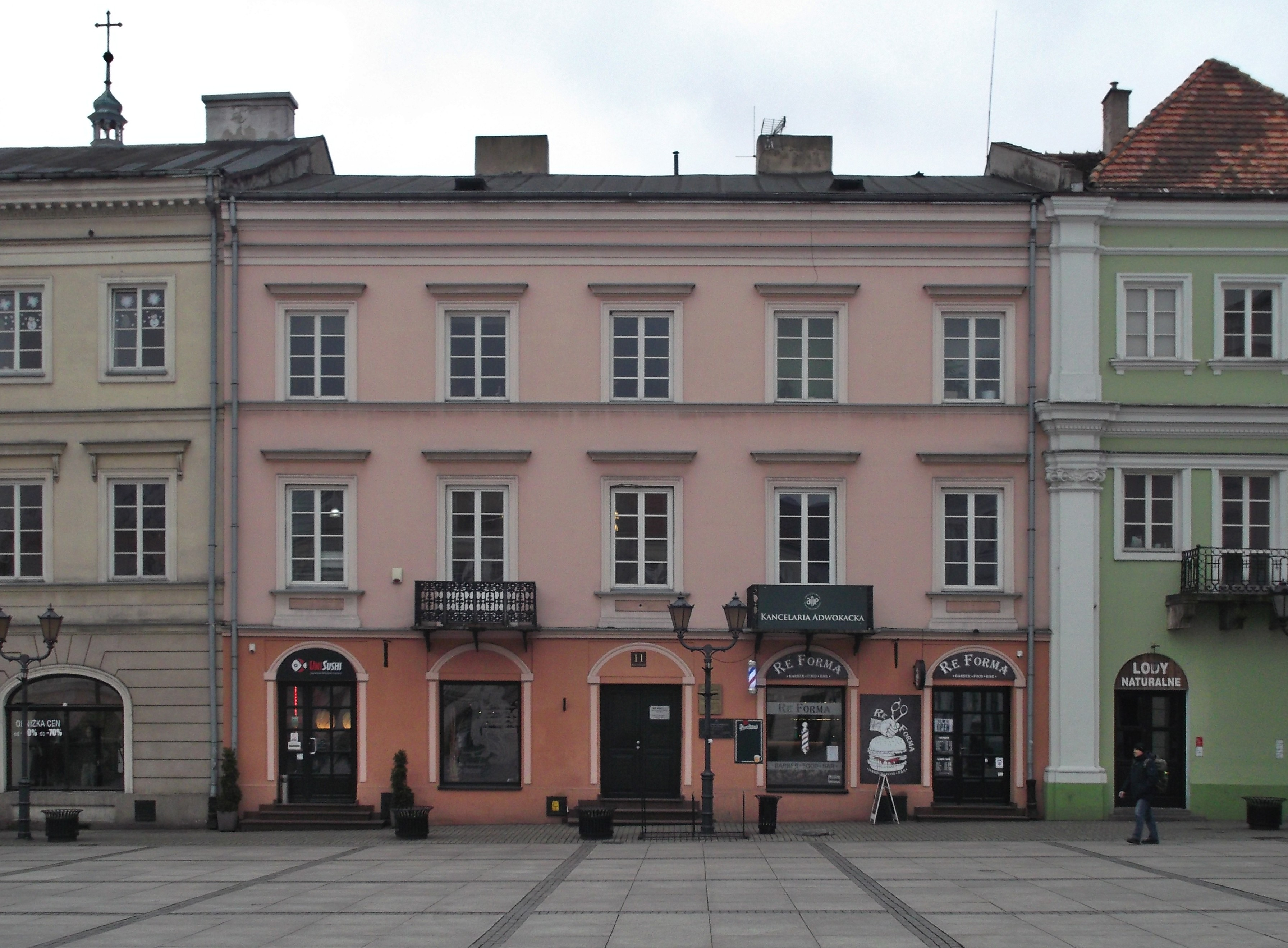
Rynek Trybunalski 11
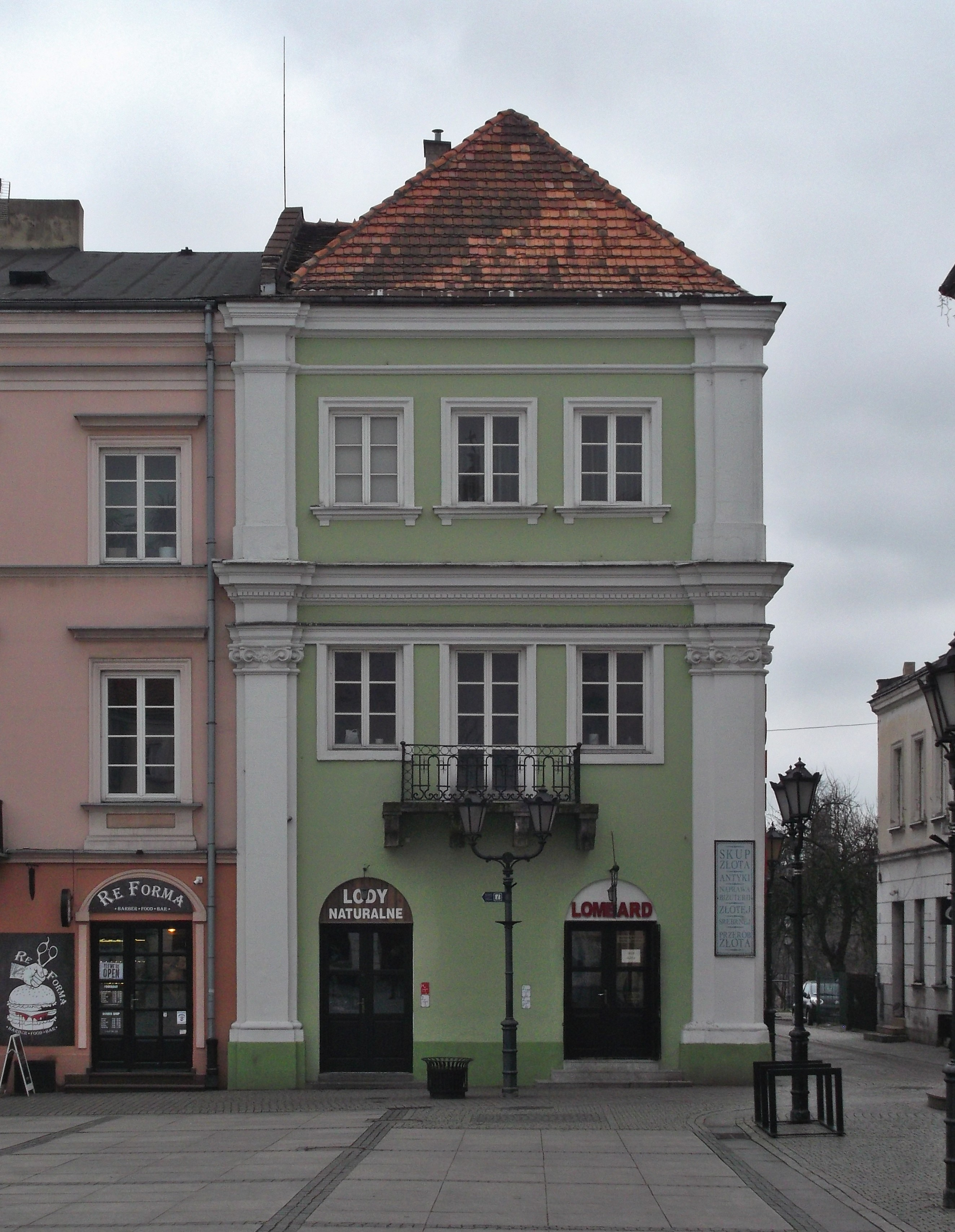
Rynek Trybunalski 12 (ul. Łazienna Mokra 2)